# 指表孔珊瑚
指表孔珊瑚（学名：Montipora digitata）为軸孔珊瑚科表孔珊瑚屬下的一个种。